# Eupithecia proterva
Eupithecia proterva là một loài bướm đêm trong họ Geometridae.